# Chrysozephyrus philipi
Chrysozephyrus philipi är en fjärilsart som beskrevs av Elio. Chrysozephyrus philipi ingår i släktet Chrysozephyrus och familjen juvelvingar. Inga underarter finns listade i Catalogue of Life.